# Бюджет Приднестровской Молдавской Республики
Структура расходов
по назначению (2021):
 Воспроизводство человеческого капитала (50,7 %) Правоохранительная деятельность и обеспечение безопасности (11,9 %) Финансовая помощь бюджетам других уровней (3,8 %) обеспечение функционирования государства (6,1 %) Финансирование деятельности ГУП и ГУ (2,9 %) Целевые программы (0,6 %) Прочие расходы (24,0 %)
Государственный бюджет ПМР является основным компонентом бюджетной системы и является основой экономики Приднестровья. С юридической точки зрения государственный бюджет определяется как акт, в котором вероятные доходы и расходы государства в течение одного года (с 1 января по 31 декабря).
В Приднестровье используется термин Консолидированный бюджет, который состоит из республиканского бюджета (≈69 %) и местных бюджетов (≈31 %).
С материальной точки зрения государственный бюджет можно определить как централизованный фонд средств, предоставляемых государству, где собираются доходы и расходы от государства.

## Долг

### Внутренний государственный долг
Внутренний государственный долг на 1 января 2021 года составлял 25 млрд. руб. ПМР.
Внутренний долг республиканского бюджета состоит из:
- задолженностей перед центральным банком ПМР (≈5 %);
- задолженностей по прочим кредитам, ссудам, займам, облигациям и курсовой разнице (≈95 %).

### Внешний государственный долг
Внешний государственный долг на 1 января 2020 года составлял 1174 млн. руб. ПМР (72,7 млн долларов США) и состоял из:
- задолженностей по кредитам, полученным от России в 1992—1994 годах (30,3 млн. долларов США);
- задолженностей по процентам, начисленным по кредитам, полученным от России в 1992—1994 годах и не погашенным за период с 2000 по 2021 годы (42,4 млн долларов США).

## Динамика бюджета
| Категория                           | 2021 год | 2022 год | 2023 год |
| ----------------------------------- | -------- | -------- | -------- |
| Доходы, (млрд. руб. ПМР)            | 3,329    | 3,425    | 4,06     |
| Расходы, (млрд. руб. ПМР)           | 5,921    | 5,981    | 6,36     |
| Излишек / Дефицит, (млрд. руб. ПМР) | -2,592   | -2,556   | -2,3     |

## Доходы
Структура доходов республиканского бюджета:

- 2013 год
- 2014 год

Подробная структура налоговых доходов республиканского бюджета:

- 2013 год
- 2014 год

## Расходы
Динамика фактических расходов республиканского бюджета:

- 2012 год
- 2013 год
- 2014 год